# Pseudoips fiorii
Pseudoips fiorii är en fjärilsart som beskrevs av Constantini 1911. Pseudoips fiorii ingår i släktet Pseudoips och familjen trågspinnare. Inga underarter finns listade.